# Bateria da Lomba
A Bateria da Lomba localizava-se na povoação e freguesia da Lomba, concelho das Lajes das Flores, na costa essudeste da ilha das Flores, nos Açores.
Em posição dominante sobre a ribeira do Gil, constituiu-se em uma bateria destinada à defesa deste ancoradouro contra os ataques de piratas e corsários, outrora frequentes nesta região do oceano Atlântico.

## História
Dela existe alçado e planta, com o título "Bateria da Lomba", de autoria do sargento-mor do Real Corpo de Engenheiros, José Rodrigo de Almeida (1822).
O padre José António Camões (1777-1827), na primeira década do século XIX, refere a fortificação da Lomba:
"Passada a ponta do ilheo Furado segue-se ao pé de uma rocha chamada a rocha do ilheo furado um porto muito rediculo chamado o Coutinho, onde varam os barcos da freguesia da Lomba, tem capacidade ao menos para 4 ou 5 barcos pequenos, mas não tem refugio senão para dois, quando muito correndo para sueste cahe uma ribeira chamada a ribeira do Gil, sobre a rocha da parte d’além está um forte com uma casa boa, e tem três peças.".
O historiador acrescenta que esta fortificação foi erguida em 1820 (1810?), "de faxina, e por isso se acha já derrotado em parte", com o recurso à mão-de-obra dos habitantes da ilha, obrigados a dar dias de trabalho à Coroa, razão pela qual o cuidado na sua construção não fora muito.
A estrutura não chegou até aos nossos dias.